# Richard Gozney
Richard Hugh Turton Gozney, né le 21 juillet 1951 à Oxford, est un diplomate britannique, gouverneur et commandant en chef des Bermudes de 2007 à 2012 puis lieutenant-gouverneur de l'île de Man de 2016 à 2021.

## Biographie

### Jeunesse et vie privée
Fils de Thomas Leonard Gozney et de Elizabeth Margaret Lilian Gozney, Richard Gozney effectue ses études au Magdalen College School d'Oxford, puis à St Edmund Hall (Oxford). En 1970, entre le lycée et l'Université, il est brièvement scolarisé au Kenya. Il est diplômé en géologie en 1973.
Il se marie avec Diana Edwina Baird, et a deux fils de cette union : 
- James, né le 7 avril 1987
- Alexander, né le 25 février 1990.

### Carrière diplomatique
- 1973 - 1974 : bureau des Affaires étrangères et du Commonwealth, sections de la Somalie et de l'Éthiopie.
- 1974 - 1978 : troisième, puis second, secrétaire à l'ambassade britannique à Jakarta (Indonésie).
- 1978 - 1981 : troisième, puis second, secrétaire à l'ambassade britannique à Buenos Aires (Argentine).
- 1981 - 1984 : directeur de la section de contrôle des armes nucléaires en liaison avec l'OTAN du bureau des Affaires étrangères et du Commonwealth.
- 1984 - 1988 : directeur de la chancellerie et du bureau politique de l'ambassade britannique à Madrid (Espagne).
- 1989 - 1990 : secrétaire particulier auprès du secrétaire d'État des Affaires étrangères et du Commonwealth au bureau des Affaires étrangères et du Commonwealth.
- 1990 - 1993 : directeur du cabinet du secrétaire d'État des Affaires étrangères et du Commonwealth au bureau des Affaires étrangères et du Commonwealth.
- 1993 - 1996 : Haut-commissaire du Royaume-Uni au Swaziland.
- 1996 - 1997 : directeur du département définissant les politiques de sécurité au bureau des Affaires étrangères et du Commonwealth.
- 1998 - 2000 : directeur de l'équipe d'évaluation du Cabinet Office.
- 2000 - 2004 : ambassadeur britannique en Indonésie.
- 2004 - 2007 : Haut-commissaire britannique au Nigéria, ambassadeur non-résident de Sa Majesté auprès du Bénin et de la Guinée équatoriale.
- 2007 - 2012 : gouverneur et commandant en chef des Bermudes.
- 2016 - 2021 : lieutenant-gouverneur de l'île de Man.

## Décorations
- 1993 : Compagnon de l'Ordre de Saint-Michel et Saint-George
- 2006 : Chevalier commandeur de l'Ordre de Saint-Michel et Saint-George
- 2009 : Commandeur de l'Ordre royal de Victoria
- 2010 : Chevalier de Justice du Très vénérable ordre de Saint-Jean

## Publication
- Gibraltar and the EC : Aspects of the Relationship, Publications de l'Institut royal des affaires internationales, 1993.